# Ботокуды

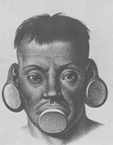

Ботоку́ды (порт. Botocudos; от порт. botoque, означает деревянный диск или кольцо, которые они носили на губах и в ушах) — наименование (не самоназвание) племени южноамериканских индейцев, проживающих в восточной Бразилии. Известны также под названиями айморес (порт. Aimorés), аймборес (порт. Aimborés). По-видимому, коллективного самоназвания у них нет. Некоторые из племён ботокудо называют себя Nacnanuk или Nac-poruk, что означает «сыны почвы». Название ботокудо восходит к запискам об экспедиции по Бразилии князя Максимилиана Вид-Нойвида, сделанным в 1820 году. Ранее, когда в 1535 г. португальский путешественник Васко Фернандо Коутиньо высадился на восточном побережье Бразилии, он построил форт в заливе Эспирито Санто, чтобы защититься от айморес и других племён.

## Распространение и судьба

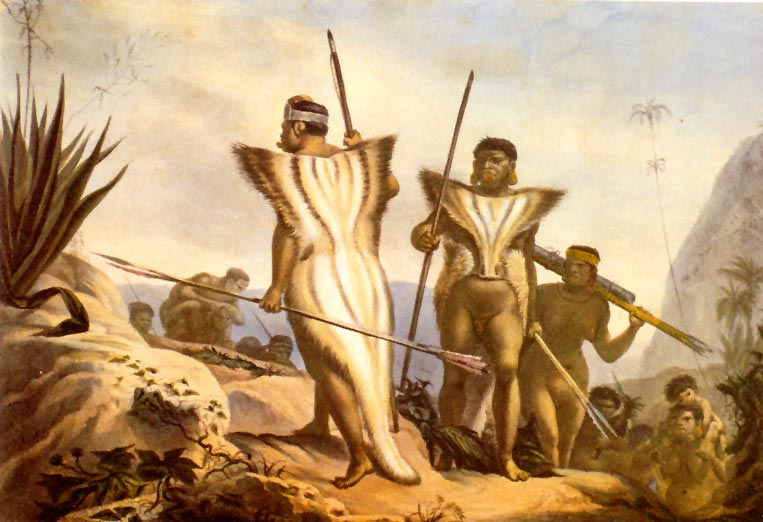
Семья ботокудов в походе. Литография Жана-Батиста Дебре. 1834 г.

Первоначально племя обитало на территории современного бразильского штата Эспириту-Санту, позднее распространилось вглубь Бразилии до верховий Рио-Гранде на восточных склонах Серра-ду-Эспиньясу, однако постепенно белые колонисты вытеснили ботокудо на запад за пределы Серра-дуз-Айморес в Минас-Жерайс. Именно в Минас-Жерайсе в конце XVIII века произошло столкновение ботокудо с белыми колонистами, которых интересовали залежи алмазов. К концу XVIII века многие племена ботокудо всё ещё существовали, а общая численность составляла от 13000 до 14000 человек. Во время пограничных конфликтов (1790—1820 гг.) ботокудо уничтожались самым варварским образом, поскольку португальцы воспринимали их как дикарей, чей уровень развития мало отличался от звериного. Среди ботокудо была искусственно распространена оспа, в лесу разбрасывались отравленные продукты. Такими бесчеловечными методами от индейцев были очищены прибрежные районы Риу-Досе и Белмонте. В настоящее время немногочисленные оставшиеся ботокудо практически ассимилированы, утратили свою исходную культуру и родной язык и работают сельхозрабочими на фермах, несколько групп живут в собственных резервациях. Существует лишь одна группа из 350 человек (2010 год), частично сохранившая свой язык кренак, проживающая в индейской резервации площадью 4000 га в штате Минас-Жерайс, в муниципалитете Респлендор. Родной язык знают в основном пожилые женщины (около 10), молодёжь говорит только по-португальски.

## Внешний вид

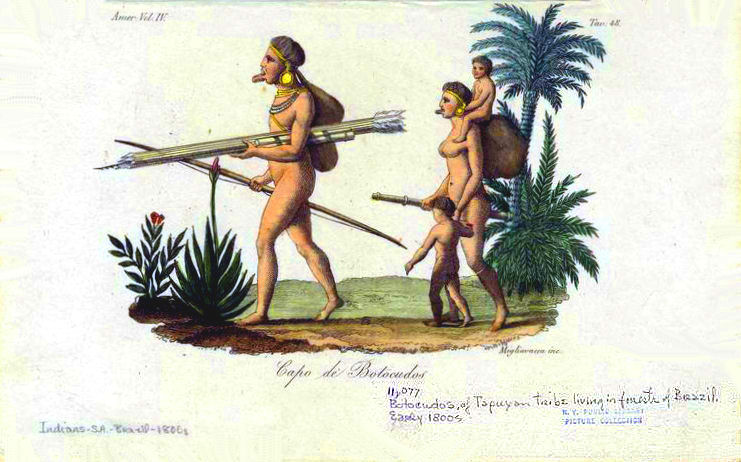
Вождь ботокудов с диском в нижней губе. Гравюра из альбома Джулио Феррарио «Древние и современные костюмы». 1830-е гг.

Ботокудо, согласно описаниям, имели рост ниже среднего, однако отличались широкими плечами, хорошо развитой мускулатурой и грудной клеткой. Несмотря на это, их руки и ноги были мягкими и мясистыми, а ступни и кисти рук — маленькими. Черты лица различались в разных племенах так же сильно, как в различных европейских народах; к общим характеристикам можно отнести широкие и плоские лица с выступающими надбровными дугами, высоко расположенными скулами, маленьким носом без переносицы, широкими ноздрями и слегка выступающими челюстями. Головы — длинные, волосы — жёсткие, тёмные и гладкие. Кожа — желтовато-смуглого цвета, иногда — почти белая. В целом их внешность, как отмечали многие наблюдатели, близка к типично монголоидной. В свою очередь, на ботокудо произвели впечатление китайские кули, которые появились в XIX веке в бразильских портах, и которых ботокудо первоначально воспринимали как соплеменников.

### Генетика
Краниологические исследования конца XIX века предполагали, что ботокудо, возможно, сохранили черты одной из наиболее ранних групп палеоиндейцев, проникших в Южную Америку, и отличались от большинства соседних индейцев. Современные генетические исследования показали, что генетически отдельные ботокудо имели некоторую общность с австронезийцами — в черепах 2 бразильских ботокудов, умерших в конце XIX века, обнаружена митохондриальная гаплогруппа B4a1a1, характерная для полинезийцев и жителей Мадагаскара, где 20% митохондриальных линий относятся к гаплогруппе B4a1a1a. У остальных 12 ботокудов обнаружена только митохондриальная гаплогруппа C1, обычная для индейских народов. Рассматривались несколько версий появления примеси этих генов у ботокудов XIX века:
- Приток генов австронезийцев в составе палеоиндейцев, прибывших через Берингию в конце плейстоцена. Но австронезийцы появились на островах Океании и Полинезии не ранее 3000 лет назад, когда Южная Америка уже была заселена индейцами более 11 000 лет. На Новой Гвинее австронезийцы появились раньше, около 9000 лет назад, но тоже после заселения Америки.
- Контакты индейцев с полинезийцами, привезёнными перуанскими работорговцами в 1860-х годах, либо с полинезийцами-мореплавателями ещё до прибытия европейцев. Но в таком случае, контакты должны были происходить на западном, тихоокеанском побережье Южной Америки, где никаких генетических следов полинезийцев у современных индейцев или древних палеоиндейцев не обнаружено, ботокуды жили лишь на восточном, атлантическом побережье Бразилии.
- Наиболее вероятный вариант: женщины-рабыни из Мадагаскара сбежали от бразильских рабовладельцев и нашли убежище у ботокудо, либо были похищены индейцами, создав условия для интрогрессии их мтДНК в ДНК индейского населения. Попытка похищения женщины-рабыни восставшими ботокудо является центральной темой оперы «Гуарани» («en:Il Guarany») (1870 год) бразильского композитора Карлуса Гомеса). В первой половине XIX века 120 000 рабов с Мадагаскара были привезены португальскими работорговцами в Бразилию; известно, что ботокудо работали на бразильских плантациях вместе с африканскими рабами[5][6].
- Есть также вероятность, что эти 2 черепа, попавшие в музейную коллекцию в 1890 году, принадлежали настоящим полинезийцам или малагасийским рабам, а их принадлежность ботокудо указана ошибочно, так как в них не найдены гены американских индейцев[3][5].

Генетики в 2015 обнаружили, что племя суруи в Мату-Гросу (Бразилия), относящееся к языковой семье тупи, родственной ботокудо, сохранили небольшую примесь генов австронезийских народов, также, как и алеуты Аляски. Согласно этим исследованиям, есть гипотетическая вероятность, что австронезийские гаплогруппы могли попасть в Америку с палеоалеутами, прибывшими на Аляску (Алеутские острова) из Восточной Азии не ранее 9000 лет назад. Впрочем, и здесь исследователи не исключают того, что приток австронезийских последовательностей ДНК произошёл уже во время европейской колонизации.

## Обычаи

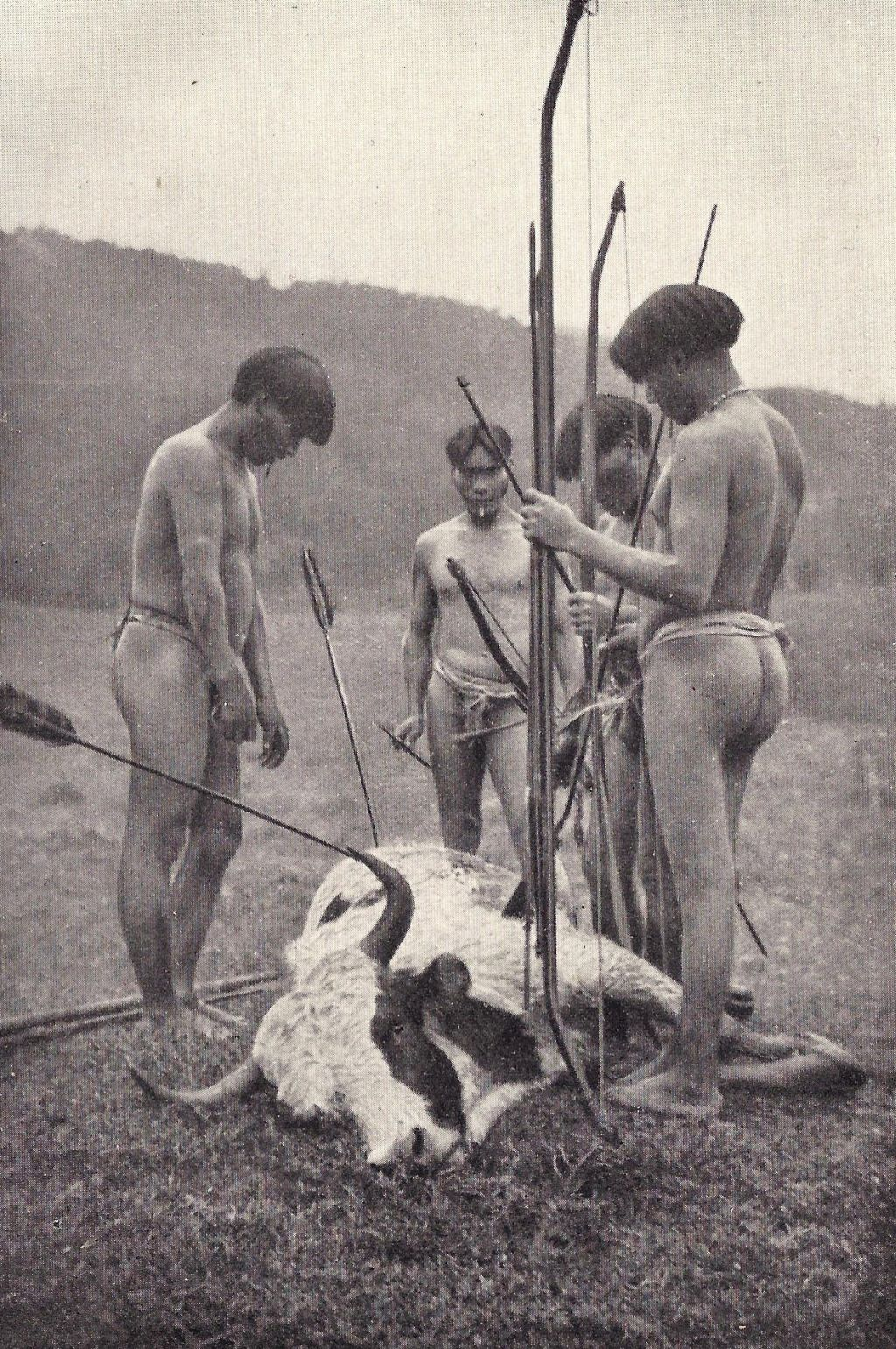
Охотники ботокудо, убившие корову (1928 год)

Ботокудо были кочевниками, занимались охотой и собирательством, не носили практически никакой одежды. Их рацион составляло то, что они собирали в лесу. Вся их утварь и инструменты были из дерева; единственным их оружием были копья из острых веток и луки со стрелами. Жили они в примитивных хижинах из листьев и лыка, высота которых редко достигала 1,5 м.
Единственный музыкальный инструмент — бамбуковая носовая флейта. Они приписывали всё добро Солнцу, а всё зло — Луне. На могилах усопших они жгли огонь в течение нескольких дней, чтобы отпугнуть злых духов, а во время бурь и затмений стреляли в небо из луков с той же целью.
Наиболее заметным атрибутом ботокудо были их tembeitera, деревянные украшения в виде пробки или диска, которые носились в нижней губе или в мочке уха. Эти украшения изготавливались из очень лёгкой древесины растения Chorisia ventricosa, которое сами ботокудо называли embur, откуда могло происходить альтернативное название племени, аимборе (Огюстен Сент-Илер, 1830 г.). К началу XX века украшение в нижней губе носили почти исключительно женщины, но ранее они были распространены и среди мужчин. Операция по подготовке губы начиналась в возрасте 8 лет, когда делается первоначальное отверстие при помощи остро заточенного твёрдого стержня, и затем постепенно расширяется путём того, что в отверстие вставляются всё более крупные диски или кольца, иногда до 10 см в диаметре. Несмотря на лёгкость древесины, украшения оттягивают вниз губу, которая первоначально выступает горизонтально, а в конце концов становится просто складкой кожи вокруг деревянного украшения. Племя носило и украшения в ушах, иногда такого размера, что мочки ушей оттягивались до плеч. В настоящее время оставшиеся ботокуды носят европейскую одежду, не используют подобные украшения, занимаются сельским хозяйством, хотя пытаются воссоздать и сохранить свои древние ритуалы и традиции.

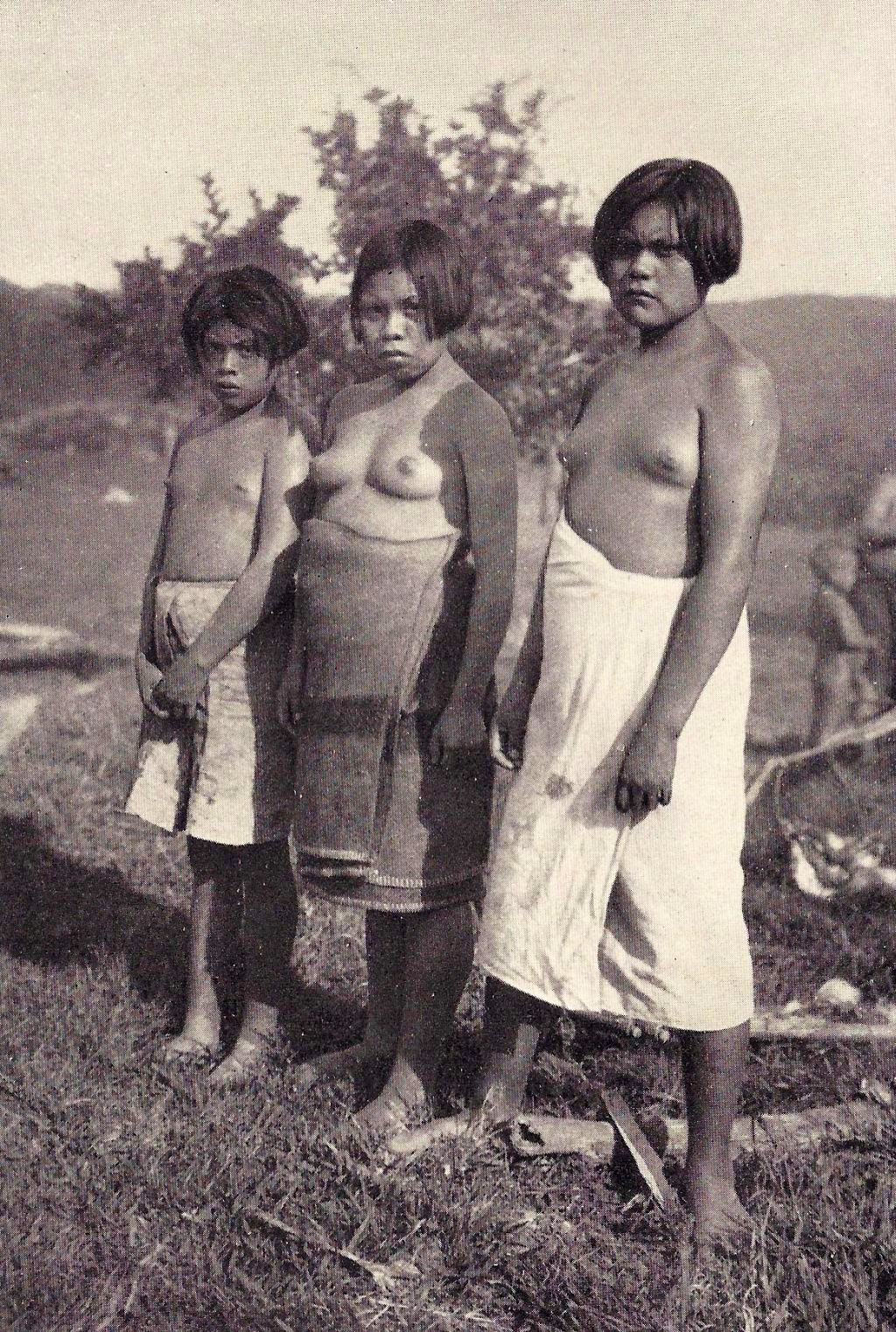
Девушки ботокудо (1928 год)

Подобного рода украшения были распространены в южной и центральной Америке вплоть до Гондураса; их упоминал Христофор Колумб в отчёте о своей последней четвёртой поездке (1502 г.).

## Язык
По имеющимся на сегодняшний момент данным о языке ботокудо — в нём отсутствуют числительные величиной больше единицы (правильнее будет сказать в языке ботокудо есть всего два числительных: «1» и «много»).